# Nachschieber

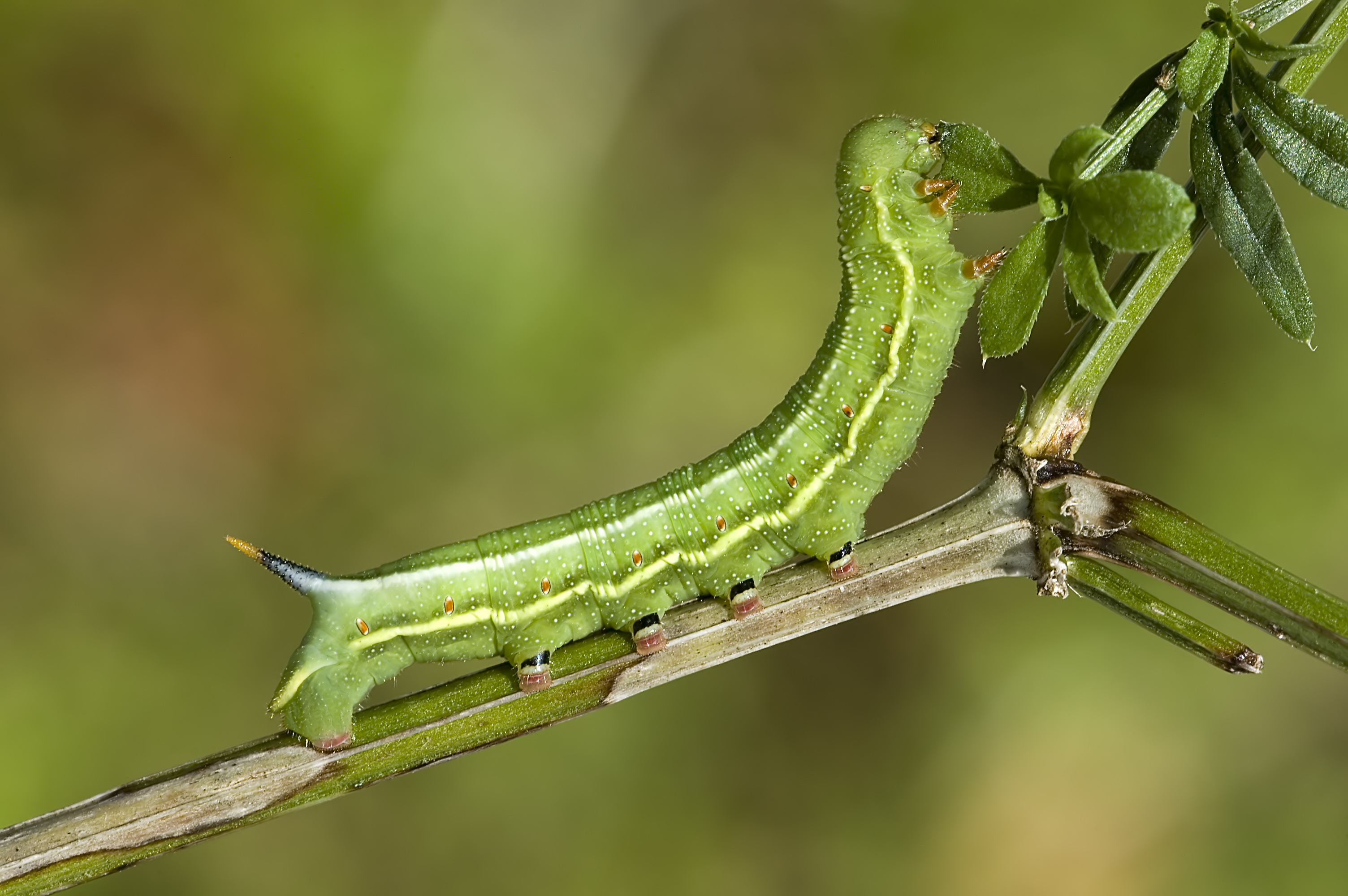
Raupe des Taubenschwänzchens (Macroglossum stellatarum). Gut erkennbar die ersten drei Brustbeinpaare vorne (rechts), die vier Bauchbeinpaare in der Mitte und der wulstige Nachschieber am Hinterleibsende

Als Nachschieber (Pygopodium; Plural: Pygopodien) bezeichnet man das am 10. und damit letzten Hinterleibs-Segment gelegene Bauchfußpaar von verschiedenen Insektenlarven, vor allem Schmetterlingsraupen. Man findet sie zudem beispielsweise bei den Larven der Dunkelmücken (Thaumaleidae) und Zuckmücken (Chironomidae) aus der Ordnung der Zweiflügler (Diptera) und der Pflanzenwespen (Symphyta) aus der Ordnung der Hautflügler (Hymenoptera).
Die Nachschieber gehören zu den Bauchbeinen oder Afterfüßen. Sie sind meist deutlich kräftiger gebaut und dienen der Fortbewegung der Tiere. Dabei unterstützen sie die anderen Beine, indem es den Körper von hinten „nachschieben“. Der Nachschieber kann bei manchen Schmetterlingsarten zu einem Gabelschwanz verändert sein. Dieser dient z. B. dem Großen Gabelschwanz (Cerura vinula) zur Abschreckung von Fressfeinden.